# Anomaloppia canariensis
Anomaloppia canariensis är en kvalsterart som beskrevs av Subías 1978. Anomaloppia canariensis ingår i släktet Anomaloppia och familjen Oppiidae. Inga underarter finns listade i Catalogue of Life.